# Herbert Jennings Rose
Herbert Jennings Rose (Ontario, 5 maggio 1883 – 31 luglio 1961) è stato un filologo classico e grecista britannico.

## Biografia
Rose conseguì il Bachelor of Arts (il diploma universitario in materie umanistiche) sia all'università di Oxford che alla McGill.
Professore di lingua greca in alcune prestigiose università britanniche (University of Wales e University of St. Andrews), Rose è ricordato principalmente come autore di A Handbook of Greek Mythology ("Manuale di mitologia greca") pubblicato nel 1928, che fu il libro di testo sulla mitologia classica per generazioni di studenti nel mondo anglosassone, tanto che raggiunse la sesta edizione nel 1958. Grazie al suo stile chiaro e alla sua conoscenza della mitologia classica, dell'antropologia e del folclore, fu autore di numerosi libri divulgativi su queste materie.
Al di fuori dei paesi di lingua inglese, però, le idee di Rose sono considerate da tempo superate, in quanto legate alla vecchia concezione della scuola primitivista. Proprio per questo Rose è stato per anni in accesa polemica con il linguista francese Georges Dumézil, le cui interpretazioni sulla religione romana erano in netto contrasto con le idee di Rose e dei primitivisti.

## Pubblicazioni
- A Handbook of Greek Literature
- A Handbook of Latin Literature (1954)
- Primitive Culture in Greece (Londra, 1925)
- Primitive Culture in Italy (Londra, 1926; ristampa 1971)
- A Handbook of Greek Mythology (1929; sesta edizione 1958)
- Modern Methods in Classical Mythology (St. Andrews, 1930)
- Ancient Greek Religion (Londra, 1948)
- Ancient Roman Religion (Londra, 1949)
- Gods and Heroes of the Greeks (Londra, 1957; molte ristampe)
- Outline of Classical Literature for Students of English (Londra, 1959; ristampa 1961)